# Xã Des Moines, Quận Jackson, Minnesota
Xã Des Moines (tiếng Anh: Des Moines Township) là một xã thuộc quận Jackson, tiểu bang Minnesota, Hoa Kỳ. Năm 2010, dân số của xã này là 232 người.

## Lịch sử
Xã Des Moines được thiết lập vào năm 1866, tên xã được lấy từ tên con sông Des Moines.